# 12759 Joule
12759 Joule (1993 TL18) là một tiểu hành tinh nằm phía ngoài của vành đai chính được phát hiện ngày 9 tháng 10 năm 1993 bởi E. W. Elst ở Đài thiên văn Nam Âu.